# Dollie de Luxe
Dollie de Luxe (också känd som Dollie och Adrian/Bjørnov) var en norsk musikgrupp med Benedicte Adrian (f. 22 oktober 1963, sång) och Ingrid Bjørnov (f. 5 december 1963, keyboards och sång) som var med i Eurovision Song Contest 1984 med låten "Lenge leve livet" som kom på 17:e plats.
I en intervju sade de att deras låt var den absolut bästa som någonsin skrivits, och att de skulle trycka ner Herreys i sina gyllene skor.
Dollie de Luxe debuterade under namnet Dollie 1980 med albumet "Første akt" som blev en storsäljare i Norge.
De gjorde även en bejublad låt som blandade "Saticfaction" och "Nattens drottnings aria" från Mozarts Trollflöjten, "Queen of the Night/Satisfaction", vilken blev en stor hit i Frankrike 1985. Samma aria har använts även senare i schlager- och popsammanhang, t.ex. av Malena Ernman i Sveriges ESC-bidrag La Voix.
.
Under 80-talet gav duon ut 8 album. Rock vs Opera från 1986 är helt ägnat mashups mellan opera och pop/rock, och året efter komponerade de en egen rockopera "Which Witch".

## Diskografi (urval)
- Første akt (1980)
- Dollies dagbok (1981)
- First Act (1982)
- Rampelys (1982)
- Dollie's Diary (1983)
- Dollie de Luxe (1984)
- Rock vs. Opera (1985)
- Which Witch (1987)
- Which Witch på Slottsfjellet (1990)
- Which Witch - London Cast Album (1993)
- Prinsessens utvalgte (1995)
- Adrian / Bjørnov (1999, som Adrian / Bjørnov)
- Dollies beste (2001)